# ヴェローナ県

ヴェローナ県
Provincia di Verona

ヴェローナ県（ヴェローナけん、イタリア語: Provincia di Verona）は、イタリア共和国ヴェネト州に属する県。県都はヴェローナ。

## 地理

### 位置・広がり
ヴェネト州では最も西に位置する県で、西にロンバルディア州、北にトレンティーノ＝アルト・アディジェ州に接する。県都ヴェローナは、マントヴァから北東へ35km、ヴィチェンツァから西南西へ45km、ブレシアから西南西へ61km、トレントから南南西へ71km、州都ヴェネツィアから西へ105kmの距離にある。

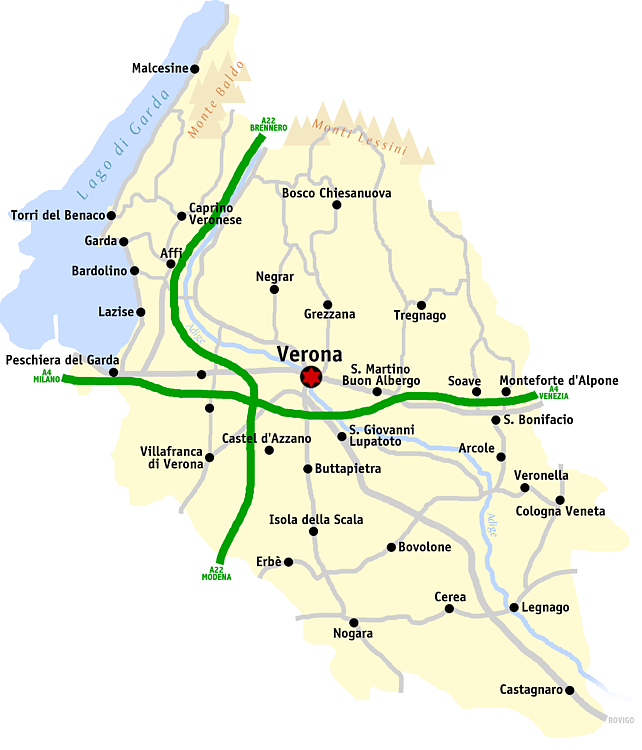
ヴェローナ県概略図

### 隣接する県
隣接する県は以下の通り。
- トレント自治県（トレンティーノ＝アルト・アディジェ州） - 北
- ヴィチェンツァ県 - 東
- パドヴァ県 - 南東
- ロヴィーゴ県 - 南東
- マントヴァ県（ロンバルディア州） - 南西
- ブレシア県（ロンバルディア州） - 北西

### 地勢
西部にはイタリア最大の湖、ガルダ湖がある。
- レニャーゴを流れるアディジェ川
- バルド山から眺めるガルダ湖

### 県内の地域と主要な都市
2001年の国勢調査に基づく居住地区（Località abitata）別人口統計によれば、人口1万人以上の都市・集落は以下の通り。
- ヴェローナ - 222,012人
- レニャーゴ - 20,851人
- サン・ジョヴァンニ・ルパトート - 17,721人
- サン・ボニファーチョ - 15,349人
- ヴィッラフランカ・ディ・ヴェローナ - 14,192人
- ブッソレンゴ - 13,225人
- チェレーア	- 11,960人
- ボヴォローネ - 11,704人
- サン・マルティーノ・ブオン・アルベルゴ - 10,785人

- ヴェローナ

## 行政区画

### コムーネ
ヴェローナ県には98のコムーネが属する。主要なコムーネ（人口上位15位）は下表の通り。左端の数字はISTATコードを示す。人口は2012年1月1日現在。
右の地図中の番号は、コムーネのISTATコード下3桁を示す。下表に掲げた主要なコムーネのうち、地図中に名称を記さなかったものについては、番号を太字で示した。
| コード | 自治体名                               | 人口    |
| ------ | -------------------------------------- | ------- |
| 023091 | ヴェローナ                             | 251,842 |
| 023096 | ヴィッラフランカ・ディ・ヴェローナ     | 32,726  |
| 023044 | レニャーゴ                             | 24,928  |
| 023071 | サン・ジョヴァンニ・ルパトート         | 24,101  |
| 023069 | サン・ボニファーチョ                   | 20,313  |
| 023015 | ブッソレンゴ                           | 19,521  |
| 023083 | ソーナ                                 | 17,022  |
| 023052 | ネグラール・ディ・ヴァルポリチェッラ   | 16,950  |
| 023058 | ペスカンティーナ                       | 16,321  |
| 023025 | チェレーア                             | 16,240  |
| 023012 | ボヴォローネ                           | 15,798  |
| 023082 | ソンマカンパーニャ                     | 14,618  |
| 023097 | ゼーヴィオ                             | 14,521  |
| 023089 | ヴァレッジョ・スル・ミンチョ           | 14,339  |
| 023073 | サン・マルティーノ・ブオン・アルベルゴ | 14,279  |